# 가재초등학교
가재초등학교는 경기도 평택시에 개교 예정인 공립 초등학교이다.

## 학교 연혁
- 2026년 3월 1일 : 개교 예정